# Волошка напівзаконна
Волошка напівзаконна (Centaurea sterilis subsp. semijusta) — підвид трав'янистих рослин родини айстрових.

## Поширення
Ендемік Криму. Відоме єдине місцезростання — гірський масив Чатир-Даг з невеликою популяцією.

## Збереження
Занесена до Червоної книги України з недослідженим статусом. Охороняється в Кримському природному заповіднику.